# Edison Freitas de Oliveira
Edison Freitas de Oliveira (Aparecida do Taboado, 27 de abril de 1930 - Cuiabá, 13 de julho de 2021) foi um político brasileiro.
Foi vice-governador de Mato Grosso, assumindo o governo de abril de 1990 a março de 1991, após Carlos Bezerra, então governador, renunciar para disputar uma vaga no Senado, mas foi derrotado por Júlio Campos.
Faleceu no dia 13 de julho de 2021, aos 91 anos, em Cuiabá.